# Khởi nghĩa Ja Thak Wa
Khởi nghĩa Ja Thak Wa là một cuộc nổi dậy của người Chăm Panduranga bởi Katip Thak Wa (tên tiếng Việt là Điền Sư) lãnh đạo chống lại chính quyền nhà Nguyễn của Hoàng đế Minh Mạng từ năm 1834 đến năm 1835.

## Bối cảnh
Sau khi Lê Văn Duyệt mất ở Gia Định vào năm 1832, Hoàng đế Minh Mạng ra lệnh đem quân chinh phạt Panduranga-Champa trước khi quyết định xóa bỏ vương quốc này trên bản đồ.
Cuộc diệt vong của Panduranga vào năm 1832 đã dẫn đến nhiều cuộc khởi nghĩa chống lại triều đình nhà Nguyễn. Cuộc biến động đầu tiên sau ngày Champa diệt vong là cuộc nổi dậy vào năm 1833 của Katip Sumat, một thủ lĩnh Hồi Giáo đã từng cư trú nhiều năm ở Kelantan, Mã Lai. Trước sự đàn áp hùng mạnh của nhà Nguyễn, phong trào Katip Sumat bị tan rã vào năm 1834.
Tiếp đó là phong trào nổi dậy Ja Thak Wa của Katip Thak Wa, một người Chăm Bani làng Văn Lâm, Phan Rang từng giữ nhiều chức vụ quan trọng trong triều đình Panduranga-Champa thời trước. Với tổ chức quy mô hơn, Ja Thak Wa xây dựng một chiến khu tại vùng cao nguyên Đồng Nai Thượng và Kauthara (Nha Trang-Phú Yên) vào năm 1834.
Ja Thak Wa sau đó triệu tập một hội đồng để chỉ định Po War Palei (tiếng Việt gọi là La Bôn Vương), dân tộc Raglai, thuộc làng Cadang, lên làm quốc vương (Po Patrai) của Panduranga. Po War Palei là anh rể của Po Dhar Kaok (tên Việt là Nguyễn Văn Nguyên), tức là cựu phó vương Panduranga dưới thời vua Po Phaok The (1828-1832). Sau đó, Ja Thak Wa đề nghị tấn phong một người gốc Churu mang chức là Cei Aia Harei (hoàng tử mặt trời) làm hoàng tử kế vị và Ja Yok Ai gốc người Chăm làm Panraong Sa-ai (đại quan quân sự).
Po War Palei vốn thuộc thị tộc của Po Romé, vị vua đã sáng lập triều đại thứ sáu của vương quốc Panduranga kéo dài từ năm 1627 đến 1786. Sự phong chức cho một quốc vương lâm thời và cho những quan lại trong thời điểm đó đã chứng minh rằng Ja Thak Wa muốn phục hưng lại Panduranga thành một quốc gia độc lập. Dù rằng các sử liệu tiếng Chăm đã ghi nhận rằng Po War Palei được dân chúng tôn vinh lên làm quốc vương Panduranga thời đó, nhưng triều đình Huế vẫn xem phong trào này chỉ là một nhóm phản nghịch đặt dưới quyền chỉ huy của một số nhà lãnh đạo “ngu xuẩn và man rợ sống trong rừng núi (...) với mục đích là cướp bóc tài sản và tấn công người Việt sống ở vương quốc này".

## Cuộc nổi dậy thứ nhất
Để chuẩn bị cho cuộc nổi dậy, Ja Thak Wa đứng ra lãnh đạo toàn bộ guồng máy tổ chức, biến khu vực rừng núi ở phía tây của các tỉnh Phú Yên, Khánh Hòa, Bình Thuận thành một hậu cứ chiến lược. Mặt khác, vị chỉ huy này biết dựa vào hậu thuẫn của dân tộc Tây nguyên như Raglai, Churu, Kaho, Stieng... ở vùng Đồng Nai Thượng. Đây là một lực lượng hùng mạnh, lúc nào cũng sẵn sàng chống sự xâm nhập của người Việt vào khu vực của họ kể từ năm 1832.
Cũng nhờ sự hiện diện của Po War Palei (gốc Raglai) và vị hoàng tử kế thừa (gốc Churu) trong tổ chức, Ja Thak Wa vận động rất dễ dàng các dân tộc miền núi tham gia vào mặt trận của mình. Để mở màn cho cuộc đấu tranh, Ja Thak Wa xua quân lần thứ nhất vào tháng thứ 7 năm Ngọ lịch Champa (1834) nhằm tấn công cùng một lúc các khu vực đồng bằng từ Phú Yên đến Phan Rí.
Trước sự nổi dậy này, Minh Mạng không ngần ngại mạnh tay sử dụng súng đạn và trọng pháo để tiễu trừ quân phiến loạn. Theo tác phẩm Ariya Gleng Anak viết vào năm 1835, cuộc tấn công của nhà Nguyễn chống lại Ja Thak Wa vào năm 1834 là một chiến trường đẫm máu. Các thành viên của Ja Thak Wa bị trừng trị vô cùng tàn bạo. Tuy bị quân nhà Nguyễn đánh bại nhưng Ja Thak Wa lại cho rằng thất bại không phải là vì quân Việt Nam hùng mạnh, nhưng vì dân chúng người Chăm ở đồng bằng không cương quyết đồng loạt nổi dậy như ông ta hy vọng.

## Cuộc nổi dậy thứ hai
Để chuẩn bị cho cuộc tấn công lần thứ hai, Ja Thak Wa ra lệnh cho quân sĩ người Churu và Raglai phải thanh trừng đích đáng những người Chăm nào không theo "cách mạng". Cũng nhờ áp dụng kỷ luật sắt đó, cuộc tấn công quân sự lần thứ hai vào tháng 10 năm 1835 đã đem lại thắng lợi lớn. Quân của Ja Thak Wa làm chủ tình hình vào đầu năm Ất Mùi (1835), kiểm soát toàn bộ lãnh thổ Panduranga cũ gồm huyện An Phước, Hòa Đa, Tuy Tịnh và phủ Bình Thuận.
Đối với Minh Mạng, Panduranga là một khu vực chiến lược quân sự quan trọng. Chính vì thế, ông phải đích thân đứng ra giải quyết cuộc chiến tranh này để tái lập lại quyền uy của triều đình Huế ở Miền Nam. Chiến lược đầu tiên của Minh Mạng là ra lệnh trừng trị những quan lại Việt Nam bất tài không tìm giải pháp để dập tan sự vùng dậy của Ja Thak Wa ở Panduranga.
Minh Mạng cũng ra lệnh cho mỗi quân lính của mình, nếu ai giết được một thành viên Ja Thak Wa được thưởng ba quan tiền mang dấu khắc còn ai giết được một quan chỉ huy của Ja Thak Wa sẽ được thưởng hơn nữa. Một số sử liệu tiếng Chăm còn nói rõ hơn là Minh Mạng ra lệnh rằng mỗi người lính phải chém được ba đầu người Chăm theo phong trào Ja Thak Wa trong một ngày thì họ mới được hưởng lương bổng. Lợi dụng chính sách của Minh Mạng, quân lính Nguyễn tranh đua tàn sát hàng ngàn nhân dân Champa vô tội để được hưởng tiền thưởng, gây ra thảm sát tang thương.
Nhà Nguyễn còn tiến hành chính sách tiêu thổ, phá hủy làng mạc, ruộng vườn của cư dân. Các đền thờ, mồ mả của vua Pô Klaong Haluw, Po Saong Nyung Ceng, đền Po Romé... đều bị đập phá. Để ngăn chặn nổi dậy có thể xảy ra trong tương lai, Minh Mạng ra lệnh thay đổi cơ cấu dân số, dời các thôn làng Chăm đi vào sâu trong đất liền, xen kẽ với làng mạc người Việt để họ không còn cơ hội tụ hợp vùng dậy nữa. Kể từ đó, địa bàn truyền thống của cư dân người Chăm ở Panduranga không còn như trước.
Cuối cùng, Minh Mạng thắt chặt giao du giữa dân chúng Chăm ở đồng bằng và các dân tộc Churu, Raglai, K'ho tại cao nguyên. Chính sách này giúp nhà Nguyễn kiểm soát giao thương giữa Chăm và dân tộc sống ở vùng Đồng Nai Thượng vốn trung thành nhất với Ja Thak Wa.
Mặt khác, triều đình Huế thi hành chính sách an dân, chiêu hồi quần chúng đối với Panduranga. Nhà Nguyễn tìm cách thu phục những người Chăm có uy tín ở Panduranga để theo phe mình, như Po Phaok The cựu quốc vương Panduranga (1828-1832). Minh Mạng đề nghị thăng tặng cho Po Phaok The chức Diên Ân Bá. Tuy nhiên sau khi Ja Thak Wa bị đánh bại thì nhà Nguyễn nhân cơ hội đó xử tử luôn Po Phaok The vào năm 1835.
Trước sự đàn áp của nhà Nguyễn, nổi dậy Ja Thak Wa tại Panduranga kéo dài cho đến tháng thứ 4 năm 1835 thì kết thúc sau khi cả Po War Palei và Ja Thak Wa đều tử trận gần thôn Hữu Đức, Văn Lâm, Phan Rang.